# Mike Hanke (bokser)
Mike Hanke – niemiecki bokser, srebrny medalista mistrzostw świata w Budapeszcie.

## Kariera amatorska
W 1997 roku zdobył srebrny medal podczas mistrzostw świata w Budapeszcie. W półfinale przegrał z Ruslanem Chagayevem, jednak tytuł został mu odebrany, bo miał stoczone 2 profesjonalne walki..